# Londžica
Londžica  je naselje u Hrvatskoj, regiji Slavonija u Osječko-baranjskoj županiji i pripada gradu Našice.

## Zemljopisni položaj
Londžica se nalazi na 45° 24' 46" sjeverne zemljopisne širine i 18° 02' 15" istočne zemljopisne dužine te na 253 metara nadmorske visine i na sjevernim obroncima Krndije. Naselje se nalazi uz željezničku prugu Našice- Čaglin-Pleternica. Dijelovi naselja su zaseoci: Bukovac Bektežki, Jelovac Bektežki, Mala Londžica, Marinović Brdo i Velika Londžica. Susjedna naselja: zapadno Gradac Našički, sjeverno Ceremošnjak, istočno Granice i Polubaše te južno Stara Ljeskovica, Jezero i Stojčinovac u općini Čaglin u Požeško-slavonskoj županiji. Pripadajući poštanski broj je 31500 Našice, telefonski pozivni 031 i registarska pločica vozila NA (Našice). Površina katastarske jedinice naselja Londžica je 18,48 km·102. U selu se nalazi rimokatolička crkva Sv. Mateja koja pripada župi Našice 1. Sv. Antuna Padovanskog, našičkom dekanatu Požeške biskupije. Crkveni god (proštenje) ili kirvaj slavi se 21. rujna.

## Stanovništvo
| broj stanovnika | 251   | 254   | 211   | 244   | 379   | 517   | 704   | 589   | 582   | 606   | 582   | 420   | 328   | 266   | 224   | 190   | 138   |
|                 | 1857. | 1869. | 1880. | 1890. | 1900. | 1910. | 1921. | 1931. | 1948. | 1953. | 1961. | 1971. | 1981. | 1991. | 2001. | 2011. | 2021. |

Prema prvim rezultatima Popisa stanovništva 2011. u Londžici je živjelo 192 stanovnika u 72 kućanstva.

## Povijest
Londžica je još u srednjem vijeku bila naselje raštrkanog tipa, s više zaselaka.
Prije Osmanlija postojale su dvije Londžice koje su se tada nazivale Gornja i Donja Lopšica. Prva se nalazila kod vrela Lopše, a druga kod izvora Lopšice.
U to je doba stanovnišvo toga kraja bilo brojno jer se ovdje nalazila župa požeškog arhiđakonata. U ovaj kraj Osmanlije su naselile pravoslavne Vlase koji su bili u vojnoj službi a većina ih je otišla 1688. nakon progona Turaka iz ovih krajeva. Londžica se je nalazila u sastavu kutjevačkog vlastelinstva a 1750. ima 9 katoličkih i 28 pravoslavnih kuća. Potkraj 19. stoljeća počinju se doseljavati Hrvati iz Like a do sredine 20. stoljeća njihovih je potomaka bilo u oko 60 kuća. 1925. izgrađen je zvonik a crkva je izgrađena 1980. na poticaj Franjevaca iz našičkog samostana i posvećena Sv. Mateju. Gospodarska osnova naselja su poljodjelstvo, vinogradarstvo i stočarstvo.

## Vanjska poveznica
- http://www.nasice.hr/

.